# Плімут (Пенсільванія)
Плімут (англ. Plymouth) — місто (англ. borough) в США, в окрузі Лузерн штату Пенсільванія. Населення — 5763 особи (2020).

## Географія
Плімут розташований за координатами 41°14′31″ пн. ш. 75°57′2″ зх. д. / 41.24194° пн. ш. 75.95056° зх. д. (41.241843, -75.950597).  За даними Бюро перепису населення США в 2010 році місто мало площу 3,07 км², з яких 2,84 км² — суходіл та 0,22 км² — водойми.

## Демографія
Згідно з переписом 2010 року, у селищі мешкала 5951 особа в 2575 домогосподарствах у складі 1507 родин. Густота населення становила 1941 особа/км².  Було 3140 помешкань (1024/км²).
Расовий склад населення:
| - 92,1 % — білих - 4,3 % — чорних або афроамериканців - 0,5 % — азіатів - 0,2 % — корінних американців |

До двох чи більше рас належало 2,0 %. Частка іспаномовних становила 3,3 % від усіх жителів.
За віковим діапазоном населення розподілялося таким чином: 23,4 % — особи молодші 18 років, 60,6 % — особи у віці 18—64 років, 16,0 % — особи у віці 65 років та старші. Медіана віку мешканця становила 39,1 року. На 100 осіб жіночої статі у селищі припадало 90,1 чоловіків;  на 100 жінок у віці від 18 років та старших — 86,7 чоловіків також старших 18 років.
Середній дохід на одне домашнє господарство  становив 47 314 долари США (медіана — 35 781), а середній дохід на одну сім'ю — 51 841 долар (медіана — 41 603). Медіана доходів становила 36 911 долар для чоловіків та 29 421 долар для жінок. За межею бідності перебувало 23,1 % осіб, у тому числі 43,4 % дітей у віці до 18 років та 7,1 % осіб у віці 65 років та старших.
Цивільне працевлаштоване населення становило 2725 осіб. Основні галузі зайнятості: освіта, охорона здоров'я та соціальна допомога — 25,9 %, виробництво — 14,1 %, роздрібна торгівля — 12,7 %, мистецтво, розваги та відпочинок — 12,3 %.